# Paul McDowell
Paul L. McDowell (ur. 17 stycznia 1905 w Filadelfii, zm. 14 sierpnia 1962 tamże) – amerykański wioślarz, brązowy medalista olimpijski. 
Wystąpił na igrzyskach olimpijskich w Amsterdamie w 1928 roku, gdzie wspólnie z Johnem Schmittem zdobył brązowy medal w dwójkach bez sternika. W wyścigu o trzecie miejsce o 4 sekundy pokonali osadę Włoch. Był to jego jedyny start olimpijski.
Po zakończeniu kariery był działaczem sportowym.